# Castell de Quermançó
El castell de Quermançó és una fortificació aïllada del municipi de Vilajuïga  a la comarca de l'Alt Empordà declarada bé cultural d'interès nacional. És un castell construit damunt un turó encinglerat, a uns dos quilòmetres al nord de Vilajuïga. S'hi accedeix des de la carretera de Figueres a Portbou (N-260), a l'altura del quilòmetre 24, a través d'un trencall on es pot deixar el cotxe per arribar-hi a peu. Es troba dalt d'un puig escarpat, inaccessible per ponent i migdia. Els altres vessants, defensats per albarranes, tenen pendents accentuats. És producte d'aquestes característiques el «quer» ('pedra', 'roca') del seu topònim. És un important exemple del que van ser els castells catalans altomedievals de defensa, capaços de resistir l'envestida de qualsevol multitud molt superior als pocs defensors que cabrien dins el seu perímetre.

## Història
El primer esment excrit castellum Chermanço data del 1078 al testament de Ponç I. Les restes del castell han sofert durant el pas del temps diverses ampliacions i remodelacions, des de la construcció, vers l'alta edat mitjana, fins a l'edat moderna. S'ha d'esmentar que al lloc on encara avui perdura la fortalesa, s'han detectat assentaments anteriors, com ho demostren les restes de ceràmiques i els rastres d'un paviment d'opus testaceum d'època romana, i també d'altres restes preromanes. Els últims treballs arqueològics han tret a la llum les diferents fases constructives del castell, situant ver el s. X la construcció del recinte primitiu. De la mateixa manera, trobem la primera menció documental el 1078, en el testament del comte Ponç I d'Empúries, on deixa el castellum de Chermançó, on havia instal·lat l'arxiu diplomàtic del comtat, als seus fills Hug i Berenguer.

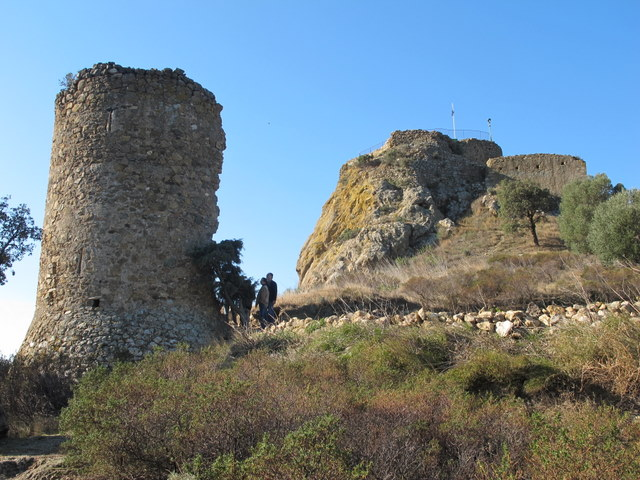
Detall d'una de les torres albarranes (març 2012)

Posteriorment, entre els segles xi i xv el castell fou reformat i ampliat. Entre aquestes obres destaquen la torre circular exterior, datada entre els segles xiii i xiv. És aquest període es va veure implicat en una sèrie de conflictes bèl·lics com el succeït entre Ponç Hug II i els comtes de Barcelona (1128-1138). El 1285 va ser assetjat i pres pels croats de Felip l'Ardit. Tres anys més tard va ser assaltat per les tropes franceses que en destruïren les defenses. Tot això comportà que durant el segle xv s'hi van fer obres d'ampliació i remodelació més grosses, quan s'hi va bastir la torre mestra, la sala central i la gran sala de la banda nord. D'aquesta manera la fisonomia i planta de l'antiga fortalesa pràcticament desaparegué.
Finalment, vora el segle xvii la fortificació s'abandonà i ja consta com enrunada, així i tot va ser reocupada per un curt termini, entre 1808 i 1814, per les tropes napoleòniques. Quan fou abandonat, Louis Gabriel Suchet, el mariscal al càrrec de les guarnicions franceses, n'ordena la voladura. Encara que era en un estat de runa, fou un punt de resistència republicana durant la guerra civil, tal com demostren les restes de munició documentades en les darreres excavacions.
Aquest castell és de propietat privada, i hi ha la intencio de fer-hi realitat un projecte ideat per en Salvador Dalí

## Arquitectura
És una fortificació aïllada que ha patit diferents ampliacions i reformes, especialment entre els segles x i xv. El conjunt era envoltat d'una gran muralla bastida al segle xv de planta ovalada, adaptada a la topografia del terreny, de la qual encara queden restes visibles. Aquesta disposa d'una porta a la banda nord, prop d'una torre circular fora muralla, feta a base de pedres lligades amb morter. Presenta una base atalussada, i tot i que li falta una gran part del perímetre i alçat, encara queden restes d'uns set metres d'alçada, on es poden apreciar espitlleres a dos nivells diferents. A uns cinquanta metres fora de muralles, hi ha una altra torre de característiques idèntiques.
L'interior del recinte presenta, a la part nord, una gran estança rectangular, amb murs que encara conserven força alçada; està bastit amb pedres poc treballades i data del segle xv. També s'aprecia una gran espitllera i restes d'arcs diafragmàtics, que suportaven una coberta a dues vessants. La sala continua, al mig del castell, només se'n conserven restes del perímetre. Al mur de llevant d'aquest àmbit queden vestigis d'un petit campanar de cadireta o espadanya, d'aspecte tardà. Aquests dos àmbits s'erigeixen sobre les restes del recinte primitiu del segle x.
A la part més elevada del turó, hi havia una torre de guaita i defensa, de la mateixa època que les anteriors. Tenia dues plantes i estava bastida amb pedres poc treballades i morter. S'hi aprecien diferents intervencions posteriors, així com divisions interiors, cobertes i coronaments, realitzades a l'inici del segle xix. Entre la gran sala nord, la sala central i la torre mestra, hi ha un espai delimitat per les restes de diferents murs adossats a les parets del turó, que corresponen a l'antiga fortalesa del segle x. Hi ha una cisterna de construcció tardana (segles xvi-xvii) coberta amb volta de canó, i una petita estança adossada a la paret de la torre mestra. A més a més, en aquest recinte interior, s'intueixen estructures cobertes per reformes posteriors, que varen convertir aquesta zona en un pati interior.
| «                                                          | La Missa de Carlemany Els dotze pars de França travessen monts i plans, Roland va en rereguarda, l'arquebisbe al davant. En recamada sella, damunt d'un negre i blanc corser de trenta llunes, fa via Carlemany. A Quermançó s'aturen, castell de roquissar, que lliga un feix de torres com un calze daurat de calç i pedra viva, fet per mà d'alemanys. | » |
| — Carles Fages de Climent, La missa de Carlemany (XXXVIII) | |   |